# Hiệp hội Phật giáo Trung Quốc
Hiệp hội Phật giáo Trung Quốc (giản thể: 中国佛教协会, phồn thể: 中國佛教協會, bính âm: Zhōngguó Fójiào Xiéhuì) là tổ chức Phật giáo lớn nhất tại Trung Quốc, đóng vai trò là cơ quan quản lý Phật giáo chính thức tại Cộng hòa Nhân dân Trung Hoa. Trụ sở chính của hiệp hội được đặt tại chùa Quảng Tế, Bắc Kinh.

## Tổng quan
Hiệp hội Phật giáo Trung Quốc là "cầu nối" giữa Phật tử với chính quyền Trung Quốc bằng cách truyền đạt các quy định của chính quyền tới Phật tử và vận động họ tuân thủ luật pháp quốc gia. Họ cũng khuyến khích Phật tử Trung Quốc tham gia vào các diễn đàn Phật giáo quốc tế và hỗ trợ các hiệp hội Phật giáo địa phương trong việc tổ chức hoạt động và đăng ký các chùa với chính quyền. Hiệp hội xuất bản một tạp chí, Phật giáo Trung Quốc.

## Lịch sử
Hiệp hội Phật giáo Trung Quốc được thành lập vào năm 1953, nhưng bị giải tán vào cuối thập niên 1960 trong Cách mạng Văn hóa, sau đó được hoạt động trở lại sau khi kết thúc thời kỳ này.
Năm 1994, Triệu Phác Sơ đã cố gắng hạn chế việc xây dựng công trình và tượng Phật trên các ngọn núi lớn. Ông cho rằng số tượng Phật ngoài trời đã đủ và không cần xây dựng thêm. Nỗ lực của ông đã không thành công.
Năm 2006, Hiệp hội Phật giáo Trung Quốc và Hiệp hội Phật giáo Hồng Kông đã tổ chức Diễn đàn Phật giáo Thế giới lần hai để đối thoại giữa các nhà sư và học giả Phật giáo đến từ 50 quốc gia và vùng lãnh thổ. Diễn đàn kéo dài trong bốn ngày tại thành phố Vô Tích, tỉnh Giang Tô. Người tổ chức các sự kiện này là Hội trưởng Hiệp hội Phật giáo Trung Quốc, hòa thượng Thích Nhất Thành.
Năm 2017, Hiệp hội Phật giáo Trung Quốc tuyên bố truyền thống lễ vật đầu tiên của năm mới đặc biệt tốt lành không có căn cứ trong giáo lý Phật giáo.
Tháng 8 năm 2018, Thích Học Thành từ chức Hội trưởng Hiệp hội Phật giáo Trung Quốc sau các cáo buộc về quấy rối tình dục sáu nữ tu. Vụ bê bối này được xem là một phần của phong trào Me Too.

## Hội trưởng
Các hội trưởng của Hiệp hội Phật giáo Trung Quốc:
- Hòa thượng Thích Viên Anh (1953)
- Geshe Sherab Gyatso (1953–1966)
- Triệu Phác Sơ (1980–2000)
- Hòa thượng Thích Nhất Thành (2005–2010)
- Hòa thượng Thích Truyền Ấn (2010–2015)[8]
- Hòa thượng Thích Học Thành (2015–2018)[9]
- Thích Diễn Giác (quyền, 2018–nay)

Hội trưởng danh dự của Hiệp hội Phật giáo Trung Quốc: 
- Pagbalha Geleg Namgyai (2002–nay)[10]
- Thích Bổn Hoán (2010–2012) [11]